# Grand Prix Pino Cerami 1994
Il Grand Prix Pino Cerami 1994, trentesima edizione della corsa, si svolse l'8 aprile su un percorso con partenza e arrivo a Wasmuel. Fu vinto dall'italiano Michele Bartoli della Mercatone Uno-Medeghin davanti ai suoi connazionali Luca Scinto e Silvio Martinello.

## Ordine d'arrivo (Top 10)
| Pos. | Corridore         | Squadra                      | Tempo |
| ---- | ----------------- | ---------------------------- | ----- |
| 1    | Michele Bartoli   | Mercatone Uno-Medeghin       |       |
| 2    | Luca Scinto       | MG Boys Maglificio-Technogym |       |
| 3    | Silvio Martinello | Mercatone Uno-Medeghin       |       |
| 4    | Bart Leysen       | Vlaanderen 2002-Eddy Merckx  |       |
| 5    | Michel Dernies    | Motorola                     |       |
| 6    | Pierre Herinne    | Lotto                        |       |
| 7    | Mauro Bettin      | MG Boys Maglificio-Technogym |       |
| 8    | Dimitri Neliubin  | Wordperfect                  |       |
| 9    | Angelo Citracca   | Navigare-Blue Storm          |       |
| 10   | Raymond Meijs     | Trident-Schick               |       |